# Jevgenij Chrunov
Jevgenij Vasiljevič Chrunov, rusky Евгений Васильевич Хрунов (10. září 1933 obec Prudy, Tulská oblast, SSSR – 19. května 2000, Moskva, Rusko) byl sovětský kosmonaut. Do kosmu se dostal jako velitel Sojuzu 5 v roce 1969..

## Život
Jeho otec byl celý život traktoristou. Jevgenijova rodina byla velká, měl šest bratrů a čtyři sestry, dvě z nich zemřely. Jejich vesnici zabrali Němci už v září 1941, v prosinci téhož roku ji Rudá armáda osvobodila, ovšem vesnice byla celá v plamenech. Noc 6. prosince strávili všichni ukryti ve sklepě a tento zážitek si Jevgenij nesl celým životem. V dubnu 1948 otec zemřel, nejstarší bratr šel na vojnu, ostatní dřeli v kolchozu. Po skončení základní školy pokračoval ve studiu na zemědělské průmyslové škole. Po čtyřech letech se stal mechanikem a vzápětí narukoval na vojnu, k letectvu. Do oddílu prvních kosmonautů byl vybrán roku 1960.
K letu nastoupili v lednu 1969, když byly venku kruté mrazy, vichr. Mezi lidmi řádila hongkongská chřipka, v přípravném období všichni chodili s rouškou na ústech, denní lékařské kontroly. Přesto tým na start z Bajkonuru se Sojuzem 5 pustili. V týmu kosmonautů byl veden od 9. března 1960 do 25. prosince 1980. Měl letět ještě v roce 1980, nominaci odmítl. V roce 1972 obhájil kandidátskou práci a o několik let později doktorskou. O svých zkušenostech napsal poutavou knihu Kosmonautovy všední dny. Byl ženatý a měl jedno dítě. V roce 1990 měl hodnost plukovníka. Zemřel nemocný ve věku 66 let.

## Let do vesmíru
Nahoru letěl jako inženýr-výzkumník s Volynovem a Jelisejevem v roce 1969, kdy mu bylo 35 let. Mise Sojuzu 5 začala startem z Bajkonuru. Na oběžné dráze se spojili s lodí Sojuz 4, což byl také hlavní cíl letu, přestoupil s Jelisejevem do ní a s ní se vrátil k Zemi. Přistáli jako jiné Sojuzy kabinou na padácích, asi 40 km od Karagandy. Měli v oné změně lodí světové prvenství.
- Sojuz 5, Sojuz 4 (15. ledna 1969 – 17. ledna 1969)